# Héritage envahi
Pour plus de détails, voir Fiche technique et Distribution.
Héritage envahi est un film de Mamadi Indoka tourné en 2010 à Kinshasa, République démocratique du Congo.

## Synopsis
Une famille tuée, sauf le bébé, par l'homme de confiance et garde du corps du patron, laissa le bébé dans la forêt afin d’être dévoré par les animaux et prendre les biens du patron. Après 18 ans l’enfant apparaît et récupère l’héritage laissé par son père.

## Fiche technique
- Titre original : Héritage envahi
- Titre en Anglais : The Invaded Heritage
- Réalisation : Mamadi Indoka
- Scénario : Mamadi Indoka
- Production : Congo Films Productions
  - Producteur exécutif : Mamadi Indoka
- Société de production : Congo Films Productions
- Musique : CFP
- Photographie : Ali Ilito
- Montage : Herve Kashama, Rabby Bokoli
- Décors : Annie Bonaire
- Costumes : John Shadari
- Pays :  République démocratique du Congo
- Langue : Français
- Genre : Drame
- Durée : 84 minutes
- Format : Couleur - Numérique
- Budget : 600 000 €
- Dates de sortie :
  -  France : Janvier 2014 en DVD
- Interdiction : film interdit aux moins de 12 ans

## Distribution
- Junior Lusaulu : Jojo
- Roch Bodo Bokabela : Peter
- Annie Lukayisu : Marie
- Elombe Sukari : Crock Chambery
- Sarah Musau : Sarah
- Makala Kolomo Ebgoko  : James
- Carine Pala Wenge : Femme de Peter
- Kweddy Maymputu : Inspecteur 1
- Koffi Mufunda : Inspecteur 2
- Joberty Coulibaly : garçon
- Marthe Shadari : fille
- Josée Itota Shadari : Bébé

## Autour du film
- Toutes les scènes ont été tournées en numérique.
- L'héritage envahi c’est le premier film d’action et suspense tourné en RDC.